# Fotosfære
Fotosfæren er den synlige overflade på en stjerne, som solen. Solpletter og faculae (mørke og lyse pletter) kan observeres på fotosfæren. Fysisk er fotosfæren defineret som det område der i optisk dybde er 2/3 for en foton med bølgelængde på 500 nanometer. Dette betyder, at fotosfæren er transparent for omkring 50% af grønt lys. Under fotosfæren er solen optisk opak for lys.
Solens fotosfære har en gennemsnitlig temperatur på 5778 kelvin (5505 °C). Fotosfæren har en synlig struktur som kaldes granuler. Disse skyldes varme strømme fra konvektionszonen op til overfladen. Granulene er omkring 1000 km i diameter og har en typisk varighed på 8 minutter. Der forekommer også såkaldte supergranuler med diameter på op til 30000 km og en varighed på et døgn. Dette kan ikke observeres direkte for andre stjerner end solen på grund af opløsningen i dagens teleskoper. 
Solpletter på fotosfæren er områder med lavere temperatur, omkring 4000-4500 kelvin og skyldes intens magnetisk aktivitet som begrænser konvektionen og dermed tilførslen af varme i et område. De er alligevel intense, men synes forholdsmæssig mørkere end resten af fotosfæren. Den modsatte effekt kaldes faculae og er lyse områder som skyldes koncentration af magnetiske feltlinjer. Disse forekommer ofte mellem granuler og rundt om solpletter og er årsagen til at solens lysstyrke gerne er stærkere når solpletaktiviteten er høj, til trods for, at selve solpletterne er mørkere.
Mellem fotosfæren og den meget vamere korona (over 1 million K) ligger den 10.000 km tykke kromosfære. I disse områder opstår protuberanser som er lysende strømme af varm ioniseret gas fra fotosfæren.